# Aplocheilus dayi
Aplocheilus dayi is een straalvinnige vissensoort uit de familie van killivisjes (Aplocheilidae). De wetenschappelijke naam van de soort is voor het eerst geldig gepubliceerd in 1892 door Steindachner.